# Guardians of the Galaxy Vol. 2
Guardians of the Galaxy Vol. 2 és una pel·lícula de superherois estatunidenca basada en l'equip de superherois de la Marvel Còmics Guardians of the Galaxy, produïda per Marvel Estudios i distribuïda per Walt Disney Studios Motion Pictures. És la seqüela de la pel·lícula del 2014 Guardians of the Galaxy i la quinzena pel·lícula de la Marvel Cinematic Univers. La pel·lícula ha estat escrita i dirigida per James Gunn, amb un repartiment d'estrelles de cine format perquè presenta Chris Pratt, Zoe Saldana, Dave Bautista, Vin Dièsel, Bradley Cooper, Michael Rooker, Karen Gillan, Pom Klementieff, Elizabeth Debicki, Chris Sullivan, Sean Gunn, Sylvester Stallone, i Kurt Russell. A Guardians of the Galaxy Vol. 2, el viatge dels Guardians viatgen a través del cosmos mentre ajuden a Peter Quill a conèixer millor el seu parentiu real.
La pel·lícula va ser oficialment anunciada al San Diego Comic-Con Internacional del 2014 abans de la sortida a les pantalles de la primera pel·lícula, juntament amb la implicació de James Gunn, amb el títol de la pel·lícula que es revelaria un any més tard cap el juny 2015. El rodatge de la pel·lícula es va portar a terme el febrer 2016 als Pinewood Atlanta Studios a Fayette County, Georgia, i es va conclure el juny 2016.
Guardians of the Galaxy Vol. 2 va ser estrenada a Tòquio el 10 d'abril de 2017 i és planificà la seva estrena mundial cap a finals del mes, en 3D i IMAX 3D. Té una seqüela, Guardians of the Galaxy Vol. 3, també dirigida perJames Gunn.

## Trama
El 2014, Peter Quill, Gamora, Drax, Rocket, i la criatura Groot són reconeguts com els Guardians de la Galàxia. Ayesha, dirigent de la raça Sobirans, ha cridat als Guardians que protegeixin unes piles valuoses davant un monstre inter-dimensional, l'Abilisk, a canvi d'entregar la germana de Gamora, Nebulosa, empresonada intentant robar les piles. Quan Rocket les intentava robar per ell mateix, els Sobirans ataquen la nau dels Guardians amb una flota de drons. Els dronts són destruïts per una figura misteriosa, però els Guardians són forçats per xocar-terra en un planeta proper. La figura es revela com el pare de Quill, Ego, qui el convida, en companyia de Gamora i Drax, a casa seva, mentre Rocket i Groot es queden per reparar el vaixell i vigilant a Nebulosa.
Mentrestant, Ayesha lloga Yondu Udonta i la seva tripulació, qui han estat exilats pel gran comunitat Ravager per tràfic de nens, per tornar a capturar els Guardians. Capturen a Rocket, però quan Yondu es mostra reticent a lliurar Quill, el seu lloctinent Taserface dirigeix un motí amb ajuda de Nebulosa. Taserface empresona Rocket i Yondu a bord del vaixell de Yondu i executa els seus lleials mentre Nebulosa empren el rastreig per matar Gamora, qui culpa de la tortura infligida pel seu pare, Thanos. Mentre estaven a la preso, Rocket i Yondu, expressa el seu menyspreu per Ego. Groot, juntament amb Yondu lleial a Kraglin, alliberen Rocket i Yondu i destrueixen la nau i la seva tripulació mentre fugen, encara Taserface li dona temps per donar les coordenades de la nau a la flota de Sobirana.
Ego explica que és un del déus conegut com a Celestials, i existeix en la forma del planeta en que estant. Ell assumeix una aparença humana per viatjar l'univers i interaccionar amb altres espècies, fins que finalment coneix i cau enamorat de la mare de Quill, Meredith. Després de la mort de Meredith, Ego paga Yondu per capturar el jove Quill, però Yondu mai entrega el noi, i Ego busca el seu fill per tot l'univers de llavors. Ell ensenya Quill a manipular el poder Celestial dins el planeta. Nebula arriba al planeta d'Ego i intenta matar Gamora, però falla i la parella assoleix una inquietant aliança quan descobreixen una caverna omplerta amb restes esquelètiques. Ego revela a Quill que en els seus viatges a milers de mons, va sembrar milers de plantules capaces de terraformar-se en extensions noves de la seva persona, però que només podrien ser activates pel poder d'un segon Celestial. Per aquest motiu, inseminar centenars de dones i contracta amb Yondu per recollir-ne els fills; però tots van fallar per accedir al poder Celestial, i per això Ego els va matar, fins que troba Quill. Ego utilitza Quill per activar les llavors, que començaran a consumir cada un dels mons. Quill és hipnotitzat a ajudar Ego, però es revolta a lluitar contra ell un cop coneix que Ego revela que va causar intencionadament la mort de Meredith .
L'ésser empàtic d'Ego, Mantis, creix prop de Drax i li adverteix, juntament amb Gamora i Nebula del pla d'Ego, mentre Rocket, Yondu, Groot, i Kraglin arriben al planeta. Els Guardians reunits arriben al nucli del planeta, on s'allotja el cervell d'Ego, i lluiten davant els drons de Sobirans. Rocket fa una bomba amb les bateries robades que Groot planta al cervell d'Ego, mentre Quill lluita amb Ego amb els seus nous poders Celestials per permetre que els altres Guardians purguin fugir. La bomba explota, matant Ego i causant la desintegració del planeta. Yondu se sacrifica per salvar Quill, qui s'adonar de que Yondu no li va entregar a Ego per tal de precindir del destí d'una altra descendència d'Ego, i que Yondu va ser l'"autèntic" pare de Quill. Havent-se reconciliat amb Gamora, Nebula escull emprendre el seu propi camí. Els Guardians organtizen un funeral per Yondu, que és assistit per dotzenes de naus Ravager, que reconeixen el sacrifici de Yondu i l'accepten un altre cop com un membre Ravager.
En una de les escenes dels crèdits finals, Kraglin agafa agafa el control de l'aleta i la fletxa telekinètica de Yondu telekinetic fletxa i control fin; el líder Ravager, Stakar Ogord, inspirat en el sacrifici de Yondu, es reuenix amb els seus exmembres; Groot comença créixer amb una mida normal, exhibint un comportament adolescent típic durant el procés; Ayesha crea un ser artificial nou amb qui planeja destruir els Guardians, anomenant-lo Adam; i un astronauta discuteix diverses experiències a la Terra amb un grup de desinteressats Watchers.

## Repartiment

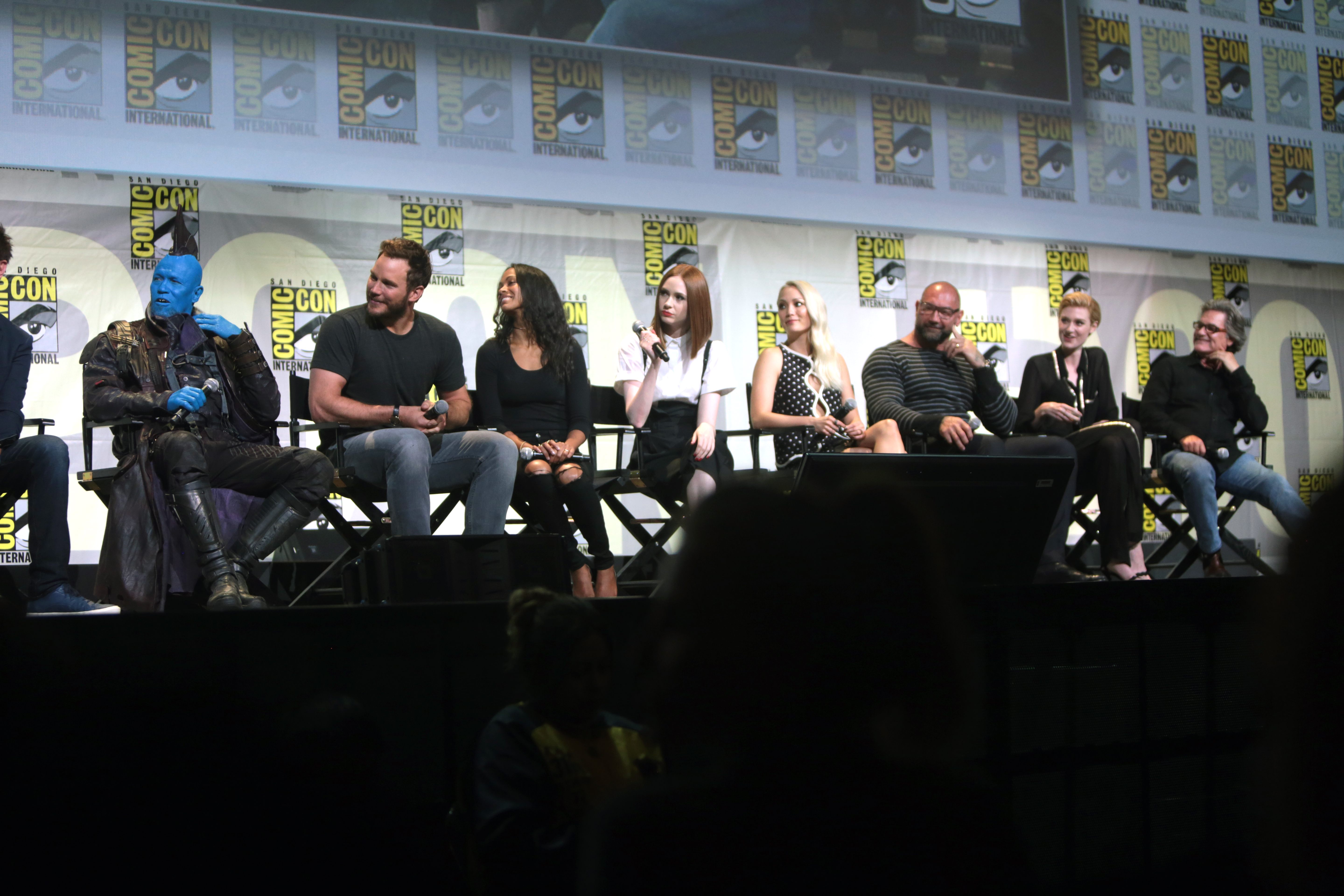
(L:R) Rooker, Pratt, Saldana, Gillan, Klementieff, Bautista, Debicki i Russell promovent Guardians of the Galaxy Vol. 2 al San Diego Comic Con Internactional del 2016.

- Chris Pratt com a Peter Quill / Star Lord:

El mig humà, mig dirigent Celestial dels Guardians de la Galàxia va ser segrestat de la Terra mentre era nen i educat per un grup de lladres i contrabandistes alienígenes coneguts com a Ravagers. Descrivint on Quill és al principi de la pel·lícula, Pratt diu, "és famós ara en la galàxia per haver salvat moltes persones... Ell se sent com a part d'aquest grup, un dirigent d'aquest grup. És una mica mes responsable i intenta estar fora dels problemes, però no fent la feina millor necessàriament." Pratt declarava que treballant en la pel·lícula el va forçar a posar-se d'acord amb la mort del seu pare. Pratt retornarà a formar part del grup amb un contracte multimilionari amb Marvel. Wyatt Oleff, un cop més, representarà al jove Quill.:17:15
- Zoe Saldana com Gamora:

Membre dels Guardians i un orfe d'un món alienígena que busca redemption pels seus delictes passats. Va ser entrenada per Thanos per ser el seu assasí personal. Saldana descriu el paper de Gamora funció en l'equip com "la veu de la raó" diu, "és envoltada per tot aquests dubtes que són estúpids quasi sempre," i afegia que és la "Mama" de l'equip, dient que és "només un individu meticulós, detallista i professional." Considerant la relació de Gamora amb Nebulosa, Saldana la va descriure com a "volàtil" i afegia, "estem començant en algun lloc molt boig però apropiat, donat com vam acabar les coses després de la primera" pel·lícula.
- Dave Bautista com a Drax the Destroyer:

Un membre dels Guardians i guerrer altament especialitzat que busca vengança contra Thanos per la massacre de la seva família. Bautista va optar per esperar la versió final del guió, més que els primers esborranys, per tal de sorprendre's amb la història i no treue la "màgia" o "posar un fre", la qual cosa li va passar quan va llegir el guió de la primera pel·lícula. Descrivint com Drax ha progressat de la primera pel·lícula, Bautista li va pensar que era molt "més graciós i recte" i tenint "un sentit d'innocència i angoixa", malgrat "la primera percepció de la majoria de persones sobre Drax és només un gran i musculós presonatge que només participa en les escenes d'accio." Ell també ha afegit que els Guardians "esdevenen més d'una sòlida família" en la pel·lícula, amb un Drax que aconsegueix ser "més proper i preocupat pels altres Guardians". El maquillatge de Bautista li va costar nomésva agafar només 90 minuts per posar-lo, per sota de les quatre hores de la primera pel·lícula. Va afegir que havia de seure en una sauna al cap del dia per fer fora el seu maquillatge,que el trobaba massa "abrasiu".
- Vin Dièsel com la veu de Baby Groot:

Un membre dels Guardians que és un arbre humanoide i el còmplice de Rocket. Dièsel també ha proporcionat la veu de Groot per setze llengües estrangeres de la pel·lícula, a més de sis en la primera pel·lícula. Com a Groot és més petit en la pel·lícula que en la primera part de la saga, conegut com a "Baby Groot", el productor executiu Jonathan Schwartz va dir, "no té la saviesa i experiència d'aquell Groot. És un Groot mes jove i sorollós." Dièsel va afegir que Baby Groot "no podria ser més naif" i sentia que el Groot vist en la primera pel·lícula era "d'un nivell universitari. No és plenament desenvolupat encara, però un home a fi de comptes... Ara ha de començar per tot arreu, per dir-ho d'alguna manera. Així que veurem aquesta adorable i maldestre criatura Groot corrent al voltant de la pantalla. Aprenent mica a mica a mesura que avança." El director i escriptor James Gunn pensava que Baby Groot era "estava millor descrit que el primer Groot des de diferents punts de vista" i amb un "caràcter més complet" a causa d'una major consciencia del personatge durant la filmació, es va oposar a la primera pel·lícula on Gunn i el repartiment "es van oblidar una mica que fos alli, amb una presència de l'actor Sean Gunn va fer al retratar a Rocket. La idea per Baby Groot va venir durant la filmació de la primera pel·lícula, com a revers de la presa de Rocket dempeus amb Groot a la seva espatlla. L'escenogràf Russell Bobbitt va crear un model 1:1 model amb una escala del 10-polzada (25 cm) de Baby Groot per filmar i utilitzar "com a referència d'il·lumiació i de vegades com a titlella en la filmació d'escenes amb la resta d'actors." Mentre Groot només comunica amb la frase "sóc Groot" en inflexions diferents, Gunn va crear una "versió Groot" del guió per ell i Dièsel, la qual conté cadascuna de les línies de Groot en anglès.
- Bradley Cooper com la veu de Rocket:

Un membre dels Guardians que és un organisme genèticament transformat basat en un os rentador, caça-recompenses i mercenari, alhora que actua com a mestre d'armes i tàctica militar. Sean Gunn un cop més serveix com a substitut del personatge durant el rodatge indicant que, de manera similar a la primera pel·lícula "Rocket té el mateix tipus de crisi de fe sobre si pertany o no a aquesta família." James Gunn afegia, "el que cal que Rocket accepti es el seu rol dins el grup, el qual probablement sembli com una bona idea per dos segons quan eren tipus de que es porten be i salven el planeta, i ara simplement els incomoda la idea de formar part d'aquest grup." Feige declarava que la relació entre Rocket i Groot havia canviat, dient, "Mentre que Groot era el protector de Rocket en la primera pel·lícula, ara Rocket ho és de Groot."
- Michael Rooker com a Yondu Udonta:

Es un bucaner de pell blava, dirigent dels Ravagers, i que actua com a figura paterna de Quill, i membre dels Guardians. Yondu té una aleta al cap més gran a la pel·lícula, de maenera que el seu aspecte es més proper al seu personatge de còmic.
- Karen Gillan com a Nebula:

Es una filla adoptada per Thanos que va ser criada amb Gamora com a germanes, i també un membre reticent al grup dels Guardians. Malgrat ser un membre de l'equip de Guardians, Gunn advertia, "Amb Nebulosa, bé, mai se sap el que passa pel seu cap." Gunn va indicar a l'equip de producció que podia haver trobat una forma per no haver d'afaitar el cap a Gillan, contràriament a la primera pel·lícula, a la qual cosa Gillan va agraïr-los no haver-ho de fer. Gillan va revelar que només havia d'afaitar-se la meitat del cap, traient la part de sota i deixant la part superior. El maquillatge de Gillan va durar dues hores i mitja per aplicar, molt menys de les cinc hores que havia durat la primera pel·lícula. Gillan va declarar que la pel·lícula exploraria la relació fraternal mes a fons entre Nebula i Gamora, incloent els seus inicis "i el que va succeir a aquestes dues nenes que van créixer en una realitat terrible i en la forma en que havia arruinat la seva relació", afegint "veiem quant de dolor va infringir Thanos a Nebula, i es mostra l'esquerda emocional que infringeix en el personatge de Nebula".
- Pom Klementieff com a Mantis:

Un membre dels Guardians amb poders empàtics que va ser criat per Ego. Schwartz va declarar que el personatge "mai havía realment experimentat cap interacció social", i que "aprèn sobre com tractar amb les persones" i les "relacions complexes" dels altres Guardians. Klementieff afegia, "estava molt sola en ella mateixa, per la qual cosa és una cosa completament nova conèixer a aquestes persones i descobrir coses i emocions noves i una nova manera de compartir coses ... Penso que és com un nen, saps? Descobreixes les coses i sents curiositat, i comets errors, i llavors fas coses estranyes o que t'incomoden." Mantis I Drax també tenir una "relació" interessant segons Feige, en el moment en què "són com dues pilotes estranyes desaparellades".
- Elizabeth Debicki com Ayesha: La daurada Alta Sacerdotessa i dirigent de la raça dels Sobirans.
- Chris Sullivan com a Taserface:

El líder d'un grup revel dels Ravagers. Gunn al principi va publicar una foto del personatge en la seva xarxa social després de la sortida dels Guardians of the Galaxy, dient-li "el personatge més ximple de tots els temps" i que mai comptaria amb un paper a la pel·lícula. Quan va arribar el moment, i amb el treball d'aquest personatge, Gunn va sentir crear el seu nom com a Taserface, i el va descriure com "un idiota real" així com un "un tipus molt poderós". El maquillatge de Sullivan va durar de dues i mitja a tres hores per aplicar-lo cada dia.:22:45
- Sean Gunn com a Kraglin: El segón en el comandament de Youndu en els Ravagers. James Gunn va confirmar que Kraglin tindria un paper mes gran comparat amb la pel·lícula anterior.
- Sylvester Stallone com a Stakar Ogord / Starhawk: Un al comandament dels Ravager que té una història amb Yondu. Gunn descrivia Stakar com a "molt important en l'univers Marvel", i va dir que encara no era segur que Stallone apareixeria en Vol. 3 en el moment del llançament del Vol. 2 de la saga, "esta en el nostre propòsit veure més de Stallone" en pel·lícules futures de MCU.
- Kurt Russell com a Ego:

Un antic i misteriós ésser còsmic que és el pare de Quill i va criar a Mantis. Pratt va ser el primer en suggerir a Gunn que es considerés a Russell per al paper; ja que retrata un avatar de Ego que es veu més tradicionalment en els còmics en el seu "Planeta Vivent". Ego es va incorporar com a personatge en la pel·lícula després que la 20th Century Fox assolís un acord amb Marvel Estudios per retornar els drets de Ego per canviar el poder posat de Negasonic Adolescent Warhead, a qui Fox volia utilitzar amb Deadpool (2016). Gunn, qui al principi va pensar que Marvel obtindria els drets del personatge, va declarar que l'acord amb Fox no havia "cap idea planificada, i havia et estat gairebé impossible introduir un altre personatge "donat l'extensa feina feta amb aquest". Aaron Schwartz retrata una versió més jove de Ego.
David Hasselhoff fa un cameo com ell mateix, a més de contribuir a la banda sonora de la pel·lícula, mentre que Rob Zombi un cop més fa un cameo de veu. Stan Lee apareix com un astronauta que parla a alguns Watchers, discutint anteriors aventures que inclouen cameos de Lee en altres pel·lícules de la MCU. Feige declara que això era un gest de complicitat amb la teoria popular que Lee podia respresentar un dels Watchers per ell mateix en una de les seves actuacions especials. Jeff Goldblum apareix breument durant els crèdits com el Gran Mestre, al capdavant d'un paper molt mes important en Thor: Ragnarok. Nathan Fillion feia un paper especial com a Simon Williams, després de fer una participació en la veu de la primera pel·lícula, però l'escena va ser finalment tallada. L'escena hauria mostrat diversos cartells de cinema per pel·lícules protagonitzades per Williams, que és un actor en el Marvel Cinematic Univers, incloent pel·lícules que retrata Arkon i Tony Dur.

## Música
Per August 2014, Gunn va tenir "algunes idees apuntades, però res segur" en termes de cançons per incloure-les dins Quill's Awesome Mix Vol. 2. A l'abril 2015, Gunn va dir sentir "poca pressió per la banda sonora perquè ja havia agradat a tantes persones [la banda sonora de la primera pel·lícula ] i vam anar als èxits i altres registres. Però sento com la banda sonora en el segona pel·lícula és molt millor." El juny 2015, Gunn va declarar que tot de les cançons de l'Awesome Mix Vol. 2 hi havien estat escollides i construïdes pel guió. Gunn va comentar que el Awesome Mix Vol. 2 era "més divers" que el primer amb "algunes cançons realment increïblement famoses i algunes que moltes persones mai havien sentit."
Tyler Bates havia continuat per anotar la pel·lícula l'Agost del 2015. Mentre que amb Guardians of the Galaxy, Bates va escriure alguns registres primer perquè Gunn pogués filmar la música, al contari del que havia fet Bates amb la seva annotació de la primera pel·lícula. L'enregistrament sonor va començar el gener 2017 als Abbey Road Studios.
Guardians de la Galaxy vol. 2: Awesome Mix Volume 2, juntament amb l'àlbum de la pel·lícula composta per Bates, va sortir el 21 d'abril de 2017.